# Copa de Clubes de la CECAFA 1992
La Copa de Clubes de la CECAFA 1992 fue la 18.ª edición de este torneo de fútbol a nivel de clubes de África organizado por la CECAFA y que contó con la participación de 7 equipos representantes de África Central, África Oriental y África del Sur.
El campeón defensor Simba SC de Tanzania venció al Young Africans SC también de Tanzania en la final disputada en Zanzíbar para ganar su tercer título.

## Fase de grupos

### Grupo A
| Young Africans SC | Rivatex FC        | 4-0 |
| Small Simba FC    | Young Africans SC | 2-1 |
| Rivatex FC        | Small Simba FC    | 0-1 |

| Club              | G | E | P | GF | GC | Pts |
| ----------------- | - | - | - | -- | -- | --- |
| Small Simba FC    | 2 | 0 | 0 | 3  | 1  | 4   |
| Young Africans SC | 1 | 0 | 1 | 5  | 2  | 2   |
| Rivatex FC        | 0 | 0 | 2 | 0  | 5  | 0   |

### Grupo B
| Jamhuri FC        | Al-Hilal Khartoum | 2-3 |
| Simba SC          | Bata Bullets FC   | 1-0 |
| Al-Hilal Khartoum | Bata Bullets FC   | 3-2 |
| Simba SC          | Jamhuri FC        | 2-0 |
| Al-Hilal Khartoum | Simba SC          | 0-0 |
| Bata Bullets FC   | Jamhuri FC        | 1-0 |

| Club              | G | E | P | GF | GC | Pts |
| ----------------- | - | - | - | -- | -- | --- |
| Al-Hilal Khartoum | 2 | 1 | 0 | 6  | 4  | 5   |
| Simba SC          | 2 | 1 | 0 | 3  | 0  | 5   |
| Bata Bullets FC   | 1 | 0 | 2 | 3  | 4  | 2   |
| Jamhuri FC        | 0 | 0 | 3 | 2  | 6  | 0   |

## Semifinales
| Equipo 1          | Resultado    | Equipo 2          |
| ----------------- | ------------ | ----------------- |
| Small Simba FC    | 0-1          | Simba SC          |
| Young Africans SC | 0-0 (10-9 p) | Al-Hilal Khartoum |

## Final
| Equipo 1 | Resultado   | Equipo 2          |
| -------- | ----------- | ----------------- |
| Simba SC | 0-0 (5-4 p) | Young Africans SC |

## Campeón
| Copa de Clubes de la CECAFA 1992 |
| -------------------------------- |
| Bandera de Tanzania              |
| Simba SC 3º Título               |